# آش (فرنسا)
آشُ وتُسمَّى اليوم دَكس هي بلدية فرنسية تقع بإقليم لاند.

## المناخ
يظهر الجدول التالي التغييرات المناخية على مدار السنة لآش:
| البيانات المناخية لـآش                         | البيانات المناخية لـآش | البيانات المناخية لـآش | البيانات المناخية لـآش | البيانات المناخية لـآش | البيانات المناخية لـآش | البيانات المناخية لـآش | البيانات المناخية لـآش | البيانات المناخية لـآش | البيانات المناخية لـآش | البيانات المناخية لـآش | البيانات المناخية لـآش | البيانات المناخية لـآش | البيانات المناخية لـآش |
| الشهر                                          | يناير                  | فبراير                 | مارس                   | أبريل                  | مايو                   | يونيو                  | يوليو                  | أغسطس                  | سبتمبر                 | أكتوبر                 | نوفمبر                 | ديسمبر                 | المعدل السنوي          |
| ---------------------------------------------- | ---------------------- | ---------------------- | ---------------------- | ---------------------- | ---------------------- | ---------------------- | ---------------------- | ---------------------- | ---------------------- | ---------------------- | ---------------------- | ---------------------- | ---------------------- |
| الدرجة القصوى °م (°ف)                          | 22.8 (73.0)            | 27.2 (81.0)            | 29.9 (85.8)            | 32.7 (90.9)            | 36.2 (97.2)            | 39.1 (102.4)           | 40.8 (105.4)           | 41.1 (106.0)           | 38.0 (100.4)           | 34.7 (94.5)            | 28.1 (82.6)            | 23.9 (75.0)            | 41.1 (106.0)           |
| متوسط درجة الحرارة الكبرى °م (°ف)              | 11.4 (52.5)            | 13.1 (55.6)            | 16.4 (61.5)            | 18.1 (64.6)            | 21.7 (71.1)            | 24.7 (76.5)            | 27.0 (80.6)            | 27.2 (81.0)            | 25.0 (77.0)            | 20.6 (69.1)            | 14.8 (58.6)            | 11.6 (52.9)            | 19.3 (66.7)            |
| المتوسط اليومي °م (°ف)                         | 7.2 (45.0)             | 8.2 (46.8)             | 11.0 (51.8)            | 12.8 (55.0)            | 16.4 (61.5)            | 19.5 (67.1)            | 21.5 (70.7)            | 21.7 (71.1)            | 19.1 (66.4)            | 15.5 (59.9)            | 10.5 (50.9)            | 7.6 (45.7)             | 14.3 (57.7)            |
| متوسط درجة الحرارة الصغرى °م (°ف)              | 3.0 (37.4)             | 3.3 (37.9)             | 5.5 (41.9)             | 7.5 (45.5)             | 11.1 (52.0)            | 14.2 (57.6)            | 16.1 (61.0)            | 16.1 (61.0)            | 13.3 (55.9)            | 10.4 (50.7)            | 6.1 (43.0)             | 3.7 (38.7)             | 9.2 (48.6)             |
| أدنى درجة حرارة °م (°ف)                        | −16.2 (2.8)            | −9.5 (14.9)            | −8.3 (17.1)            | −1.8 (28.8)            | 0.3 (32.5)             | 3.8 (38.8)             | 3.4 (38.1)             | 6.8 (44.2)             | 2.2 (36.0)             | −1.7 (28.9)            | −7.2 (19.0)            | −10.2 (13.6)           | −16.2 (2.8)            |
| الهطول مم (إنش)                                | 106.3 (4.19)           | 95.8 (3.77)            | 82.8 (3.26)            | 107.5 (4.23)           | 90.2 (3.55)            | 69.8 (2.75)            | 57.9 (2.28)            | 70.3 (2.77)            | 89.6 (3.53)            | 117.0 (4.61)           | 145.7 (5.74)           | 118.4 (4.66)           | 1٬151٫3 (45.33)        |
| متوسط أيام هطول الأمطار (≥ 1.0 mm)             | 12.4                   | 10.4                   | 10.8                   | 12.9                   | 12.1                   | 8.5                    | 7.6                    | 8.8                    | 8.7                    | 11.4                   | 12.6                   | 12.1                   | 128.4                  |
| متوسط الرطوبة النسبية (%)                      | 87                     | 82                     | 78                     | 79                     | 79                     | 79                     | 78                     | 81                     | 82                     | 87                     | 88                     | 89                     | 82.4                   |
| ساعات سطوع الشمس الشهرية                       | 95.1                   | 108.2                  | 166.0                  | 171.2                  | 196.7                  | 206.6                  | 219.7                  | 212.7                  | 190.2                  | 142.2                  | 93.5                   | 80.2                   | 1٬882٫4                |
| المصدر #1: Météo France                        |                        |                        |                        |                        |                        |                        |                        |                        |                        |                        |                        |                        |                        |
| المصدر #2: Infoclimat.fr (humidity, 1961–1990) |                        |                        |                        |                        |                        |                        |                        |                        |                        |                        |                        |                        |                        |

## توأمة
لآش (فرنسا) اتفاقيات توأمة مع:
- لوغرونيو

## الهوامش
1. ↑  ترجمها العرب من اسم المدينة Acqs سابقًا، ثم صار الاسم d'Acqs، ثم صار أخيرًا Dax.

## أعلام
- لورون فريسينيه
- جان شارل دي بوردا
- جاكيس فويكس
- نيكولاس ديفايلدر
- رينيه بيتي